# Gymnolaimus exilis
Gymnolaimus exilis är en rundmaskart som först beskrevs av Nathan Augustus Cobb 1913.  Gymnolaimus exilis ingår i släktet Gymnolaimus och familjen Aulolaimidae. Inga underarter finns listade i Catalogue of Life.